# Ewan Mitchell
Ewan Mitchell, född 8 mars 1997 i Derby, är en engelsk skådespelare. Han är bland annat känd för sina roller i Hotell Halcyon, The Last Kingdom, World on Fire och House of the Dragon.

## Biografi
Mitchell är född och uppväxt i Derby och gick i scenskola på Central Junior Television Workshop i Nottingham.
Han började sin scenkarriär 2015, då han spelade i kortfilmerna Stereotype och Fire. Senare spelade han i filmerna Just Charlie (2017) i regi av Rebekah Fortune och High Life (2018) av Clare Denis.
Mitchell är främst känd för sina TV-roller, där han 2017 debuterade i ITV-dramaserien Hotell Halcyon i rollen som Billy Taylor. Hans stora genomslag blev i det historiska dramat The Last Kingdom, baserat på Bernard Cornwells historiska romaner, där han spelade Osferth från säsong två till säsong fem. På BBC One spelade han Tom Bennett i andra världskrigsdramat World on Fire 2019.
År 2022 medverkade han i kriminalthrillern Trigger Point på ITV i rollen som Billy Washington och senare samma år medverkade han i HBO-serien House of the Dragon, en filmatisering av fantasyförfattaren George R. R. Martins bok Eld och Blod, där han spelar prins Aemond Targaryen.